# Amerikaanse kampioenschappen veldrijden
De Amerikaanse kampioenschappen veldrijden zijn een jaarlijks terugkerende wedstrijd om te bepalen welke veldrijder er kampioen van de Verenigde Staten wordt.

## Kampioenen

### Mannen elite
| Jaar      | Plaats                     | · Kampioen                          | · Zilver                            | · Brons                             |
| --------- | -------------------------- | ----------------------------------- | ----------------------------------- | ----------------------------------- |
| 1963      | Palos Park, Illinois       | Leroy "Tyger" Johnson               |                                     |                                     |
| 1964      | Palos Park, Illinois       | Herman Kron                         |                                     |                                     |
| 1965      | Palos Park, Illinois       | Herman Kron                         |                                     |                                     |
| 1966      | Palos Park, Illinois       | Leroy "Tyger" Johnson               |                                     |                                     |
| 1967      | Florissant, Missouri       | Leroy "Tyger" Johnson               |                                     |                                     |
| 1968      | Florissant, Missouri       | Mike Carnahan                       |                                     |                                     |
| 1969      | Palos Park, Illinois       | John Howard                         |                                     |                                     |
| 1970-1974 | niet verreden              | niet verreden                       | niet verreden                       | niet verreden                       |
| 1975      | Berkeley, Californië       | Laurence Malone                     | Dan Nall                            | Joe Ryan                            |
| 1976      | Sunriver, Oregon           | Laurence Malone                     | Joe Ryan                            | Mark Pringle                        |
| 1977      | Milwaukee, Wisconsin       | Laurence Malone                     | Clark Natwick                       | Joe Ryan                            |
| 1978      | Austin, Texas              | Laurence Malone                     | Clark Natwick                       | John Howard                         |
| 1979      | Eugene, Oregon             | Laurence Malone                     | Joe Ryan                            | Clark Natwick                       |
| 1980      | Colorado Springs, Colorado | Joe Ryan                            | Mark Jansen                         | Davis Phinney                       |
| 1981      | Pacifica, Californië       | Clark Natwick                       | Myron Lind                          | Joe Ryan                            |
| 1982      | Nutley, New Jersey         | Roy Knickman                        | Clark Natwick                       | Steve Tilford                       |
| 1983      | Plymouth, Massachusetts    | Steve Tilford                       | Clark Natwick                       | Roy Knickman                        |
| 1984      | Pacifica, Californië       | Steve Tilford                       | Roy Knickman                        | Laurence Malone                     |
| 1985      | Nutley, New Jersey         | Paul Curley                         |                                     | Ned Overend                         |
| 1986      | Scotts Valley, Californië  | Clark Natwick                       |                                     |                                     |
| 1987      | Bremerton, Washington      | Clark Natwick                       | Don Myrah                           | Paul Curley                         |
| 1988      |                            | Casey Kunselman                     | Don Myrah                           | Frank McCormack                     |
| 1989      | Milwaukee, Wisconsin       | Don Myrah                           | Paul Curley                         | Frank McCormack                     |
| 1990      | Bremerton, Washington      | Don Myrah                           |                                     | Frank McCormack                     |
| 1991      | Waltham, Massachusetts     | Don Myrah                           | Mark McCormack                      |                                     |
| 1992      | Golden, Colorado           | Mark Howe                           | Don Myrah                           | Steve Tilford                       |
| 1993      | Sonora, Californië         | Don Myrah                           | Pete Webber                         |                                     |
| 1994      | Seattle, Washington        | Jan Wiejack                         | Don Myrah                           | Dale Knapp                          |
| 1995      | Leicester, Massachusetts   | Jan Wiejack                         | Mark McCormack                      | Daryl Price                         |
| 1996      | Seattle, Washington        | Frank McCormack                     | Mark McCormack                      | Jan Wiejack                         |
| 1997      | Lakewood, Colorado         | Mark McCormack                      | Frank McCormack                     |                                     |
| 1998      | Fort Devens, Massachusetts | Frank McCormack                     | Steve Larsen                        | Jonathan Page                       |
| 1999      | San Francisco, Californië  | Mark Gullickson                     | Bart Bowen                          | Tim Johnson                         |
| 2000      | Kansas City, Kansas        | Tim Johnson                         | Mark Gullickson                     | Mark McCormack                      |
| 2001      | Baltimore, Maryland        | Todd Wells                          | Tim Johnson                         | Marc Gullickson                     |
| 2002      | Napa, Californië           | Jonathan Page                       | Todd Wells                          | Travis Brown                        |
| 2003      | Portland, Oregon           | Jonathan Page                       | Todd Wells                          | Ryan Trebon                         |
| 2004      | Portland, Oregon           | Jonathan Page                       | Ryan Trebon                         | Todd Wells                          |
| 2005      | Providence, Rhode Island   | Todd Wells                          | Ryan Trebon                         | Jonathan Page                       |
| 2006      | Providence, Rhode Island   | Ryan Trebon                         | Jonathan Page                       | Tim Johnson                         |
| 2007      | Kansas City, Kansas        | Tim Johnson                         | Jonathan Page                       | Todd Wells                          |
| 2008      | Kansas City, Missouri      | Ryan Trebon                         | James Driscoll                      | Jonathan Page                       |
| 2009      | Bend, Oregon               | Tim Johnson                         | Ryan Trebon                         | Jonathan Page                       |
| 2010      | Bend, Oregon               | Todd Wells                          | Ryan Trebon                         | Jeremy Powers                       |
| 2012      | Madison, Wisconsin         | Jeremy Powers                       | Ryan Trebon                         | Jonathan Page                       |
| 2013      | Madison, Wisconsin         | Jonathan Page                       | Zach McDonald                       | Jamey Driscoll                      |
| 2014      | Boulder, Colorado          | Jeremy Powers                       | Ryan Trebon                         | Tim Johnson                         |
| 2015      | Austin, Texas              | Jeremy Powers                       | Jonathan Page                       | Zach McDonald                       |
| 2016      | Asheville, North Carolina  | Jeremy Powers                       | Stephen Hyde                        | Logan Owen                          |
| 2017      | Hartford, Connecticut      | Stephen Hyde                        | Jamey Driscoll                      | Kerry Werner                        |
| 2018(1)   | Reno, Nevada               | Stephen Hyde                        | Jeremy Powers                       | Kerry Werner                        |
| 2018(2)   | Louisville, Kentucky       | Stephen Hyde                        | Curtis White                        | Gage Hecht                          |
| 2019      | Tacoma, Washington         | Gage Hecht                          | Curtis White                        | Stephen Hyde                        |
| 2020      | Iowa City, Iowa            | Geannuleerd vanwege de Coronacrisis | Geannuleerd vanwege de Coronacrisis | Geannuleerd vanwege de Coronacrisis |
| 2021      | DuPage County, Illinois    | Eric Brunner                        | Curtis White                        | Gage Hecht                          |
| 2022      | Hartford, Connecticut      | Curtis White                        | Eric Brunner                        | Kerry Werner                        |
| 2023      | Louisville, Kentucky       | Eric Brunner                        | Andrew Strohmeyer                   | Scott Funston                       |

### Vrouwen elite
| Jaar                    | · Kampioen                          | · Zilver                            | · Brons                             |
| ----------------------- | ----------------------------------- | ----------------------------------- | ----------------------------------- |
| 1975                    | Mary Ann Allen                      | Linda Searl                         | Clara Teyssier                      |
| 1976                    | Mary Ann Allen                      | Carolyn Peterson                    | Joyce Sulauke                       |
| 1977                    | Joyce Sulauke                       | Debra Schadewaldt                   | Joan Johnson                        |
| 1978-1985 niet verreden |                                     |                                     |                                     |
| 1986                    | Elizabeth Chapman                   |                                     |                                     |
| 1987                    | Elizabeth Chapman                   | Dina Di Santis                      |                                     |
| 1988                    | Elizabeth Muhich                    |                                     |                                     |
| 1989                    | Elizabeth Muhich                    | Dina Di Santis                      |                                     |
| 1990                    | Elizabeth Muhich                    |                                     | Dina Di Santis                      |
| 1991                    | Kathy Riggert                       |                                     |                                     |
| 1992                    | Lisa Muhich                         | Nancy Reynolds                      | Kathy Riggert                       |
| 1993                    | Lisa Muhich                         | Cheryl Moores                       | Nancy Reynolds                      |
| 1994                    | Shari Kain                          | Laurie Brandt                       | Cheryl Moores                       |
| 1995                    | Jan Bolland                         | Shari Kain                          | Laurie Brandt                       |
| 1996                    | Shari Kain                          | Jan Bolland                         | Alison Dunlap                       |
| 1997                    | Alison Dunlap                       | Miranda Briggs                      | Ruthie Matthes                      |
| 1998                    | Alison Dunlap                       | Ann Grande                          | Carmen Richardson                   |
| 1999                    | Alison Dunlap                       | Ann Grande                          | Shari Kain                          |
| 2000                    | Alison Dunlap                       | Ann Grande                          | Rachel Lloyd                        |
| 2001                    | Alison Dunlap                       | Carmen d'Aluisio                    | Rachel Lloyd                        |
| 2002                    | Ann Grande                          | Rachel Lloyd                        | Gina Hall                           |
| 2003                    | Alison Dunlap                       | Rachel Lloyd                        | Gina Hall                           |
| 2004                    | Katherine Compton                   | Gina Hall                           | Ann Knapp                           |
| 2005                    | Katherine Compton                   | Ann Knapp                           | Maureen Bruno Roy                   |
| 2006                    | Katherine Compton                   | Georgia Gould                       | Kerry Barnholt                      |
| 2007                    | Katherine Compton                   | Rachel Lloyd                        | Georgia Gould                       |
| 2008                    | Katherine Compton                   | Georgia Gould                       | Rachel Lloyd                        |
| 2009                    | Katherine Compton                   | Meredith Miller                     | Amy Dombroski                       |
| 2010                    | Katherine Compton                   | Georgia Gould                       | Meredith Miller                     |
| 2012                    | Katherine Compton                   | Kaitlin Antonneau                   | Nicole Duke                         |
| 2013                    | Katherine Compton                   | Jade Wilcoxson                      | Nicole Duke                         |
| 2014                    | Katherine Compton                   | Elle Anderson                       | Meredith Miller                     |
| 2015                    | Katherine Compton                   | Kaitlin Antonneau                   | Rachel Lloyd                        |
| 2016                    | Katherine Compton                   | Georgia Gould                       | Kaitlin Antonneau                   |
| 2017                    | Katherine Compton                   | Amanda Miller                       | Kaitlin Antonneau                   |
| 2018(1)                 | Katherine Compton                   | Ellen Noble                         | Kaitlin Keough                      |
| 2018(2)                 | Katherine Compton                   | Sunny Gilbert                       | Ellen Noble                         |
| 2019                    | Clara Honsinger                     | Rebecca Fahringer                   | Katherine Compton                   |
| 2020                    | Geannuleerd vanwege de Coronacrisis | Geannuleerd vanwege de Coronacrisis | Geannuleerd vanwege de Coronacrisis |
| 2021                    | Clara Honsinger                     | Raylyn Nuss                         | Sunny Gilbert                       |
| 2022                    | Clara Honsinger                     | Raylyn Nuss                         | Austin Killips                      |
| 2023                    | Clara Honsinger                     | Katie Clouse                        | Raylyn Nuss                         |

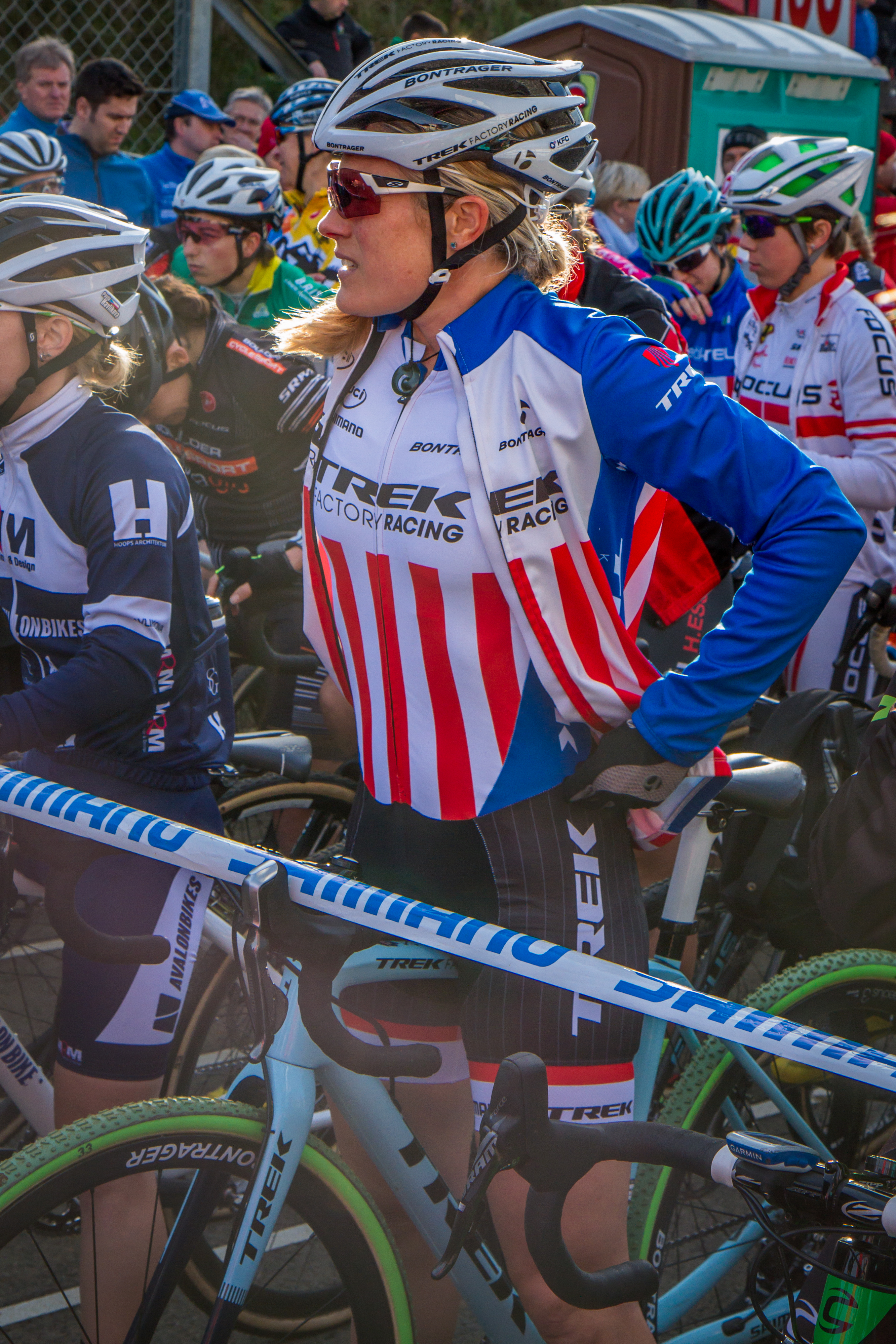
Katherine Compton won 15 keer.

In 2018 werd het kampioenschap zowel in januari als in december verreden.
Kampioenschappen:  Wereldkampioenschappen ·
 Europese kampioenschappen ·
 Pan-Amerikaanse kampioenschappen
 België ·
 Canada ·
 Denemarken ·
 Duitsland ·
 Finland ·
 Frankrijk ·
 Hongarije ·
 Ierland ·
 Italië ·
 Japan ·
 Kroatië ·
 Luxemburg ·
 Nederland ·
 Nieuw-Zeeland ·
 Noorwegen ·
 Oostenrijk ·
 Polen ·
 Servië ·
 Slowakije ·
 Spanje ·
 Tsjechië ·
 Verenigd Koninkrijk ·
 Verenigde Staten ·
 Zweden ·
 Zwitserland
Klassementen:  Wereldbeker ·
 Superprestige ·
 X²O Badkamers Trofee ·
 HSF System Cup ·
 USCX Series ·
 Coupe de France ·
 National Trophy Series ·
 Giro d'Italia Ciclocross ·
 Copa de España ·
 New England Series ·
 Swiss Cyclocross Cup
Overig:  Exact Cross
Voormalig:  EKZ CrossTour ·  Rectavit Series ·  US Cup